# مقبرة شهداء الجيش العراقي (جنين)
مقبرة شهداء الجيش العراقي هي مقبرة تقع في جنوبي مدينة جنين، حيث تم دفن 44 شهيدًا عراقيًا، شاركوا في الدفاع عن محافظة جنين عام 1948 من احتلال اليهود لفلسطين عام 1948.

شعار الدولة العراقية الموضوع على النصب التذكاري داخل مقبرة الشهداء العراقيين

## نبذة تاريخية
شاركت الجيوش العربية بما فيها الجيش العراقي في الدفاع عن فلسطين عام 1948، حيث كان للجيش العراقي الدور الأكبر في عملية تحرير مدينة جنين من الاحتلال عام 1948، حيث شهدت محافظة جنين عدة معارك ما بين الجيش العراقي والاهالي من جهة وما بين القوات الصهيونية من جهة أخرى، حيث استشهد الكثير من أبناء الجيش العراقي، وتم الاتفاق ما بين بلدية جنين وقسم الانشاءات بالجيش العراقي على إقامة نصب تذكاري يتم فيه تخليد ذكرى هؤلاء الشهداء.

## الموقع
تقع مقبرة شهداء الجيش العراقي جنوبي مدينة جنين، على مفترق طرق نابلس جنين، وتبعد 2 كم غربي بلدة قباطية، وشرقي موقع جنزور الذي عرف لاحقا ً بالشهداء، على قطعة أرض تبلغ مساحتها دونم واحد.

## الهدف من الإنشاء
تخليدا ً لذكرى وتضحيات الجيش العراقي في الدفاع عن فلسطين، حيث تم بناء نصب تذكاري داخل المقبرة.
وتعتبر هذه المقبرة، التي تقع في المدخل الجنوبي لمدينة جنين، الوحيدة في المنطقة لشهداء الجيش العراقي، الذين سقطوا في معركة الدفاع عن جنين يوم الثالث من حزيران عام 1948. ولا تزال المعركة التي استبسل فيها الفيلق العراقي محفورة في اذهان سكان المنطقة.

## النصب التذكاري

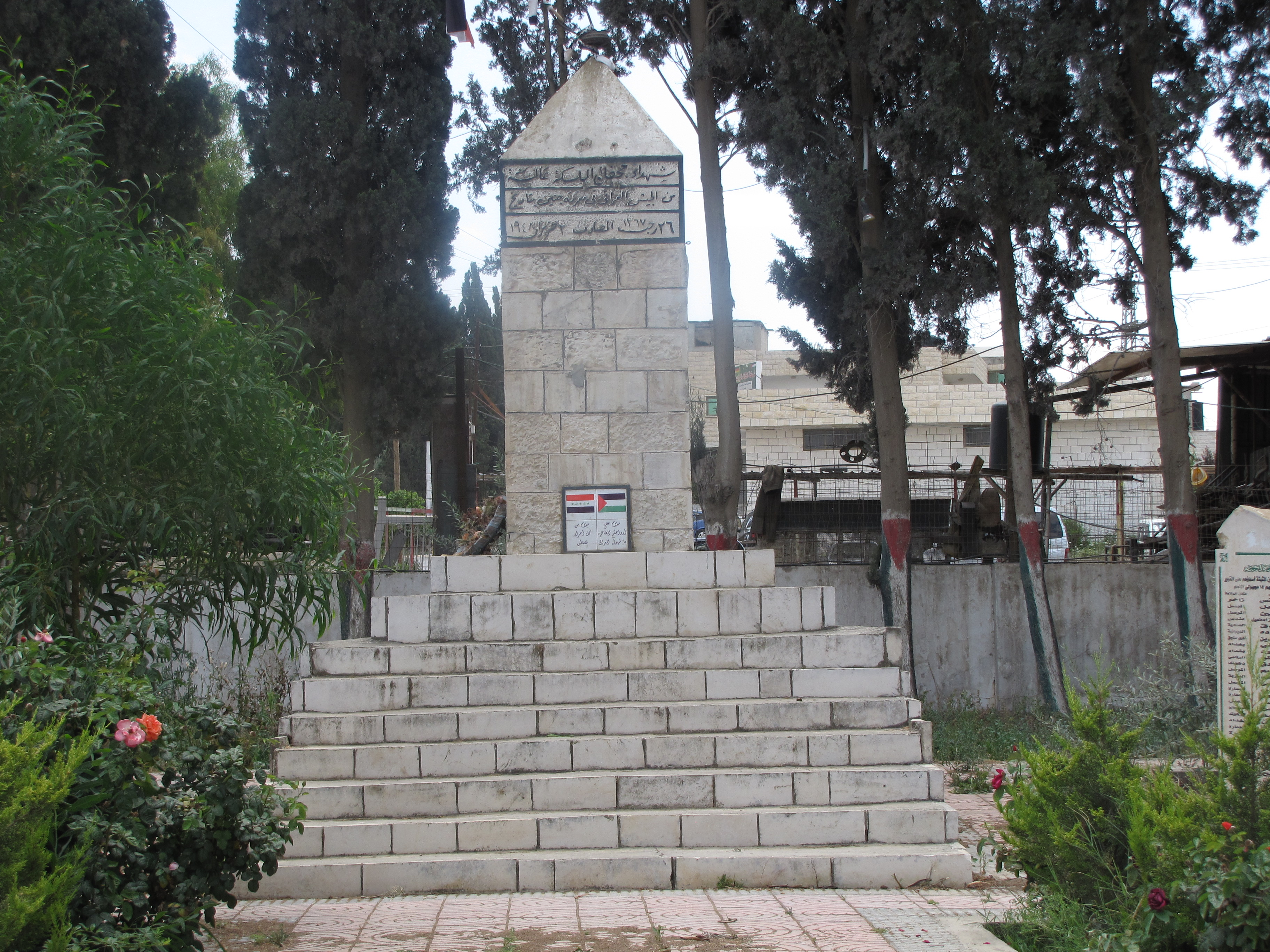
النصب التذكاري للشهداء العراقيين

يتوسط المقبرة نصب تذكاري على شكل مسلة بطول مترين ونصف المتر تقريبًا، مبنية على ثماني درجات، ومكتوب على واجهته الامامية (الجهة الغربية) شهداء جحفل الملكة عالية، من الجيش العراقي في معركة جنين بتاريخ 26 رجب 1367 المصادف 3 حزيران 1948، وعلى الجهة الجنوبية موضوع شعار الدولة العراقية.

## مهرجان تأبين الشهداء
بتاريخ 26/04/1949 قام العقيد صالح زكي توفيق العراقي بإزاحة الستار الحرير المقصب الموشح بآيات الله عن النصب التذكاري الرخامي وسط حشد جماهيري تأبين الشهداء حيث ألقى العقيد الركن عمر علي خطابًا حماسيا في ذلك الحفل الكبير الذي تولى عرافته الشاعر برهان الدين العبوشي (1911-1995)، فقام بتقديم الخطباء مستهلا ً بكلمة مؤثره من شعره الوطني منها:
ثم توالى الخطباء، فقدم الرئيس أول الحاج محمود شيث خطاب وقد ألقى قصيدة عصماء بعنوان معركة جنين الخالدة من ثمانية عشر بيتا جاء فيها :

## أسماء الشهداء في المقبرة
تحوي المقبرة على جثامين 44 شهيدًا، منهم 14 مجهولي الاسم.

قائمة أسماء الشهداء المدفونين في مقبرة الشهداء العراقين

جانب من قبور الشهداء العراقين

المدفعية الملكية للجيش العراقي شاهد امام قبورهم

| اسم الشهيد           | مكان الولادة |
| -------------------- | ------------ |
| إبراهيم يونس         | زاخو         |
| احمد جميل            | الموصل       |
| احمد حسين            | الموصل       |
| إسماعيل عزيز         | مندس         |
| تلي صادق             | العمادية     |
| جاسم حمادة           | الديوانية    |
| حاجي محي الدين       | كوي سنجق     |
| حسين علي             | بغداد        |
| خضر داوود            | بغداد        |
| خضر كاطع             | الرفاعي      |
| رمضان صادق           | دهوك         |
| سلطان جاسم           | الموصل       |
| سليمان محمد          | الفلوجة      |
| عبد الهادي يحيى      | الموصل       |
| علي عاقل             | العمارة      |
| عويد جويعد           | العمارة      |
| قرني يونس            | اربيل        |
| قاسم عباس            | قلعة صالح    |
| قيمر احمد            | كركوك        |
| كاظم حسين            | بغداد        |
| محسن جبر             | العمارة      |
| محمد امين عبد الرحمن | عقرة         |
| محمد رجب             | دهوك         |
| محمود حسين           | اربيل        |
| معروف درويش          | زاخو         |
| مجيد احمد عبد الله   | الموصل       |
| متعب عبد الحسين      | بغداد        |
| هادي صالح            | كركوك        |
| ياسين أمين           | الموصل       |
| يونس عمر             | تل عفر       |

## بعد احتلال 1967
بعد قيام الجيش الإسرائيلي بإحتلال الضفة الغربية عام 1967، قام الجيش الإسرائيلي بإنشاء نصب تذكاري لجنود اسرائيليين قتلوا في المعارك، وكان يقع النصب التذكاري أمام مقبرة الشهداء العراقيين، وكان النصب عبارة عن دبابة تابعة للجيش الأردني شاركت بالقتال في منطقة جنين عام 1967 ومكتوب تحتها عبارة כבוד ותהילה לגבורי הפלדה אשר בדמם קדשו מולדה بالعبرية ومعناها بالعربية احترام وتعظيم لأبطال عصبة الفولاذ الذين بدمهم قدسوا الوطن.
وموضوع امامها نصب مكتوب فيه أسماء الجنود الاسرائيليين اللذين قتلوا في المعارك هناك.
وتم سحب هذه الدبابة وازالة النصب التذكاري من قبل الجيش الإسرائيلي عام 1994 عند تسليم مدينة جنين للسلطة الوطنية الفلسطينية.

النصب التذكاري الذي أقامه الجيش الاسرائيلي بعد عام 1967 امام مقبرة الشهداء العراقيين